# 自我沟通
自我沟通（也称自我交流，內在語言等）即是与自己的沟通，即讯息交换的发送者和接收者是同一个人。例如，在犯错后心里想“下次我会做得更好”，或者腹稿准备如何与老板交涉得以提前下班。通常与一个人的自我联系在一起。一些理论家使用了更广泛的定义，超越了仅仅基于讯息的描述，并关注意义和理解事物的作用。自我沟通可以单独发生，也可以在社交场合发生。它可能是内在提示性的，也可能是对环境变化产生的反应。
自我沟通包含各种各样的现象。狭义上指纯粹一个人在内心进行自我沟通，即内心独白。是一个人的内在的声音，在有意识时提供思想上的口頭独白，一些研究人员认为这是自我沟通唯一的形式 。从更广泛的意义上来讲，自我交流也包括一些通过外部手段的方式，例如为自己写日记或列出购物清单。口头上的自我沟通，讯息自然就是使用语言来表达的。形成鲜明对比的是，有时在想像和记忆中的自我沟通也会使用非语言形式。自我语言形式中存在两种，自言自语和内在对话。自言自语只涉及一种声音自己对自己说话。而在内在对话中，站在不同立场的多元声音会以互动的形式在想象中轮流说话。
自我沟通在规划、解决问题、自我反思、自我形象、批判性思维、情感、和默讀（在脑海中阅读）時尤为重要。此外，它与许多精神障碍有关，例如抑郁症。而像是认知行为疗法等治疗方法 ，會策略地调节认知行为以减轻症状。内心独白可能反映出意识和潜意识中的信念。 
某些情况下，人们可能会认为內在語言来自外部，像是精神分裂症的幻听 。自由流动的思想和经验（无论是不是口头表达的）都被称为意识流，意识流也可以指文学中的相关技术 。 
列夫维果茨基的儿童发展理论指出，內在語言的雛形出現在童年時期的自我中心語言（egocentric speech）或私語（private speech）中。 

## 与自我的关系
內在語言与自我概念息息相关，而儿童的自我概念发展也与语言发展有著緊密關聯。 然而，有些内心独白或內在聲音的例子被认为是在自我之外，例如幻听 ， 消极或批判的思想會概念化，成为内在批評及某种天外之音。  这是被称为「思想插入」的一种错觉 。 
良心常常被认为是一种「内在声音」。 

### 没有内心独白
並不是每个人都经历過内心独白。大多数人报告，至少在某些时候不會经历内心独白。 根據研究，人們體驗到內部獨白的頻率有很大的差異，有些人很少或根本沒有這種體驗。这在幼兒中尤为普遍，他們更傾向使用視覺思維而不是內心言語，尚不清楚這是由於缺乏內心言語，還是內省發展不充分所致。這也被引用为「思维语言假设」的证据，该假设提出了大脑有個潛在的语言，也稱為「心理語言」（mentalese）（不同於母语的概念）。 

## 目的
一项研究发现，内在语言最常见于涉及自我调节（例如计划和解决问题），自我反思（例如情绪，自我激励，外表，行为/表现和自传）以及批判性思维（例如评估、评判和批评）。 

### 发展
20世纪20年代，瑞士发展心理学家尚·皮亚杰 （ Jean Piaget）提出一种观点，自我中心語言（大声對自己說話）是說話的最初形式，从中會发展出“社會性語言”，而自我中心語言會隨著儿童长大而消失。 在20世纪30年代，俄罗斯心理学家利維·維谷斯基提出了相反看法，他認為自我中心語言从社會性語言发展而来，成为一种内心独白，而不是消失。 这种解释已被广泛接受，并得到实证研究的支持。  
內在語言發端於社会的想法暗示著「内心对话 」的可能性，也就是一种“与自己内部合作”的形式。  然而，维果茨基认为內在語言具有自己的句法特点，与口头语言相比，會大量使用缩写和省略（与书面语言相比更是如此）。 
安迪·克拉克（Andy Clark，1998）寫道，“出於更為私人的目的，像是內在表現（inner display）、自我檢查、自我批評，社會性語言特別容易被選擇”，而對於這個結論，其他人則持有不同的理由。 

## 神经学相关
內心独白的概念并不新鲜，但fMRI的出现使得研究人员能够藉由觀察局部的大脑活动，從而更好地理解内在語言的机制， 
研究揭示了內心对话与內心独白在神经激活的差异。功能性磁共振成像研究表明，內心独白激活颞上回和左额下回 ，这是在任何语言都會被激活的标准语言系统。然而，內心对话指出了几个额外的神经区域。研究表明，重叠区域与思考其他人內心有关。 
关于內在語言的研究，Fernyhough说：「内在语言的新科学告诉我们，它完全不是孤立的过程。大部分自我对话的能力来自于在不同观点之间协调对话的方式。 」基于功能医学成像的解释，Fernyhough认为内部对话的语言系统与社会认知系统的一部分（位于右半球，靠近颞叶和顶叶交叉点的位置）相结合。神经成像似乎支持维果茨基的理论，即当个人与自己交谈时，如同他们正在进行实际的对话。有趣的是，个体并没有表现出与沉默独白相同的神经激活安排。在过去的研究中，已经支持这两个大脑半球具有不同的功能。基于功能性磁共振成像研究，已顯示内在语言遠在颞横回的颞叶就有更重要的激活。 
然而，必须谨慎地采用神经成像的结果，因为自发的內在語言与根据需求所激活的大脑区域不同。在研究中，要求个体根据需求与自己交谈，这与一个人心中内在语言的自然发展不同。内心独白的概念是一个难以捉摸的研究，并且对未来的研究有许多主观的影响。